# Jagnica
Jagnica (ros. Ягница) – wieś (dieriewnia) w Rosji, w rejonie czerepowieckim obwodu wołogodzkiego. W 2010 r. liczyła 378 mieszkańców.